# Distrito de Limbani
El distrito peruano de Limbani es uno de los 10  distritos que conforman la provincia de Sandia, ubicada en el Departamento de Puno, perteneciente a la Región Puno,  en el sudeste Perú.
Limbani, es uno de los distritos que gran parte de su territorio se encuentra dentro del parque nacional Bahuaja Sonene cuyas áreas naturales son libres de intervención humana y cuenta con una protección por parte del estado peruano, así mismo dentro del parque Nacional Bahuaja Sonene se encuentra Punto Cuatro, población perteneciente a este distrito, reconocida como zona silvestre y zona de uso especial dentro del parque.

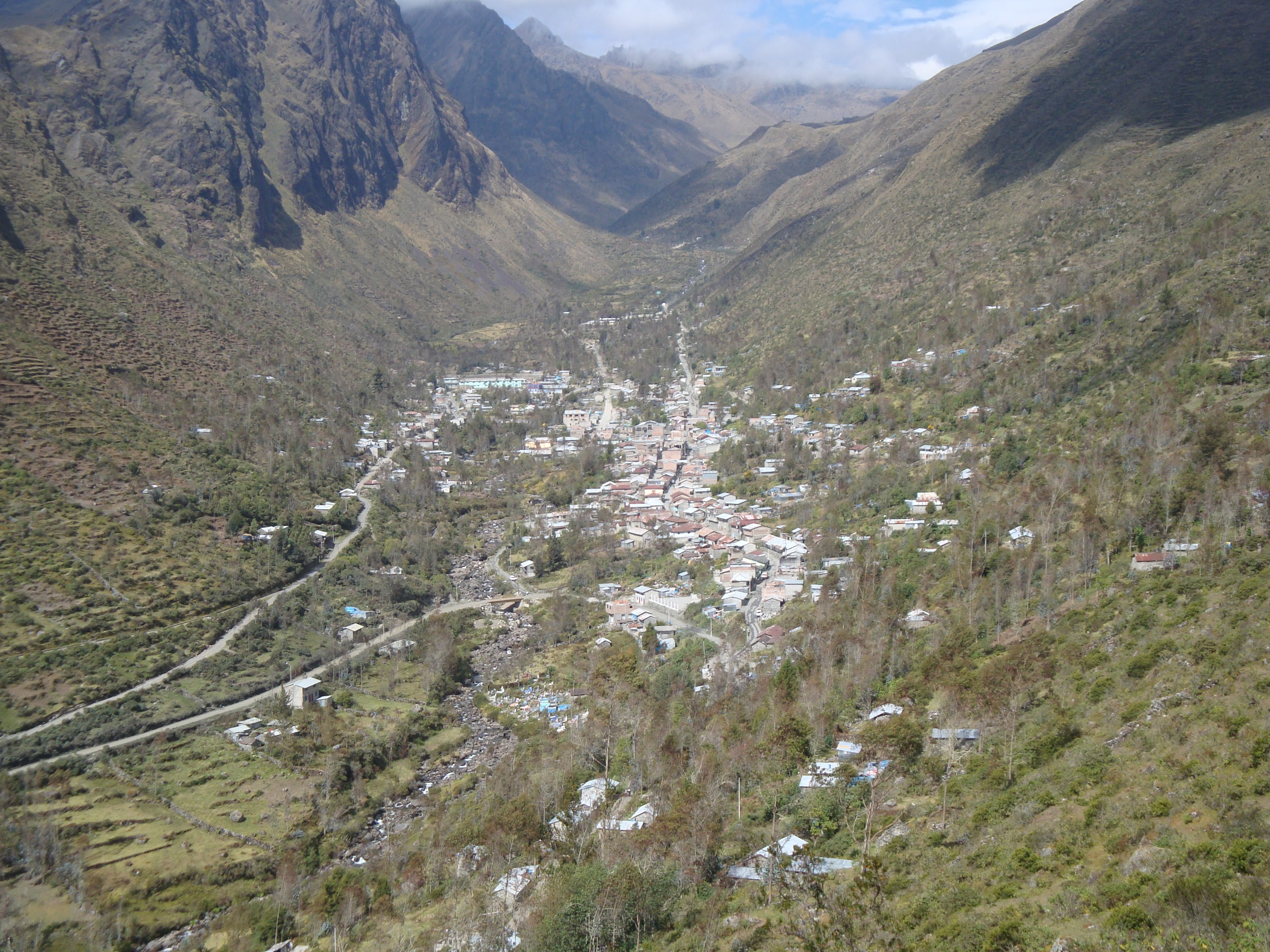
Vista de la capital del distrito de Limbani

Desde el punto de vista jerárquico de la Iglesia católica forma parte de la Prelatura  de Ayaviri en la arquidiócesis de Arequipa.

## Historia
Las primeras referencias de Limbani surgen en el margen opuesto a la carretera Limbani - Huancasayani a 1.6 km al sur de Limbani, lugar denominado como Mauc'a Limbani, las ruinas de una civilización que dio origen a la agricultura y el sistema de terrazas parecidas a las terrazas Incaicas, sin embargo el sistema de construcción y la arquitectura de este poblado en ruinas difiere muchísimo de la arquitectura Inca, por tanto esta civilización se desarrolló paralelamente al imperio Inca con una arquitectura inferior y rudimentaria. 
Las ruinas de piedra mauk'a Limbani LLaqta, nos abren la posibilidad de un nuevo debate pendiente de investigación. El otro grupo de pobladores quienes compartieron similar estilo de vida están ubicados a 3.3 km al norte del distrito de Limbani este poblado es llamado Marka Markani en estas ruinas si se encontró una piedra similar a la elaboración de los Incas a simple vista pareciera que algún descendiente viajero o guerrero inca pudo haber estado enseñando esta nueva cultura, la migración de estos pobladores y otros grupos de habitantes como los de Puku Huat'a, Saye, LLaqta Pata, Pulisani, Isañu Huat'a, P'utuqu y Siluni dieron origen a la constitución de un Pueblo denominado Limbani.
Para el año 1896 Wallace Hardison, Allie Hardison, Chester Wallace Brown y Charles Prescott Collins fundaron la Inca Mining Company con un capital de 1 millón de dólares, con sede en Bradford, Pensilvania. Luego de adquirir la mina de Santo Domingo de los Estrada y Velasco en Macusani por una suma de 350 mil dólares, iniciaron sus operaciones de la construcción del camino desde Tirapata hasta boca Inambari, compromiso que fue cumplido por la Inca Mining Company a cambio de 63.616 km² de terreno del Actual parque nacional Bahuaja Sonene, éste fue el verdadero impulso para la creación del Distrito de Limbani pues la cantidad de personas que trabajaban en esta mina, hacían el trajín obligatorio por este poblado llamado Huancarani, Huancasayani, Limbani, Agualani, Oconeque, incluso los funcionarios del gobierno Peruano que inspeccionaban la construcción del camino hacia el inambari apoyaron la elevación del caserío de Limbani a categoría de Pueblo el 30 de octubre de 1908 siendo presidente de la República Augusto Bernardino Leguia y Salcedo,  para el 5 de junio del año 1932 se calcula que el mismo distrito de Limbani tenía un aproximado de 100 habitantes [Josephine Hoeppner Woods Woods, (1935). High spots in the Andes; Peruvian letters of a mining engineer's wife. ( ed.). New York: G.P. Putnam's Sons.], cuyas personas se dedicaban a la agricultura y ganadería, sin embargo la alta demanda de mano de obra de la mina Santo Domingo, es muy probable que centenares de Limbaneños trabajaban en las tareas propias de la mina incluso algunos apoyaban el transporte desde Agualani hasta Santo Domingo.
Actualmente la población del distrito de Limbani se encuentra en un auge por la actividad minera toda vez que los altos costos de los metales preciosos el que permite vivir en condiciones adecuadas a las personas sin embargo esto no se traduce en un futuro promisorio para las nuevas generaciones toda vez que no se realizan inversiones en desarrollo de actividades alternativas y sostenibles.

## Hidrografía
El distrito de Limbani cuenta con una variedad hidrográfica, que lo hace atractivo para inversiones en proyectos pesqueros, hidroeléctricos, la hidrografía desempeña un papel importante en la geografía y en el desarrollo humano, ya que los recursos hídricos son esenciales para la vida y para diversas actividades económicas del distrito entre los ríos más importantes se tiene el Inambari y el río Limbani con una cuenca hidrográfica naciente en el nevado de Aricoma.
Río Inambari
Río Limbani
Río Sagrario
Río Aquele

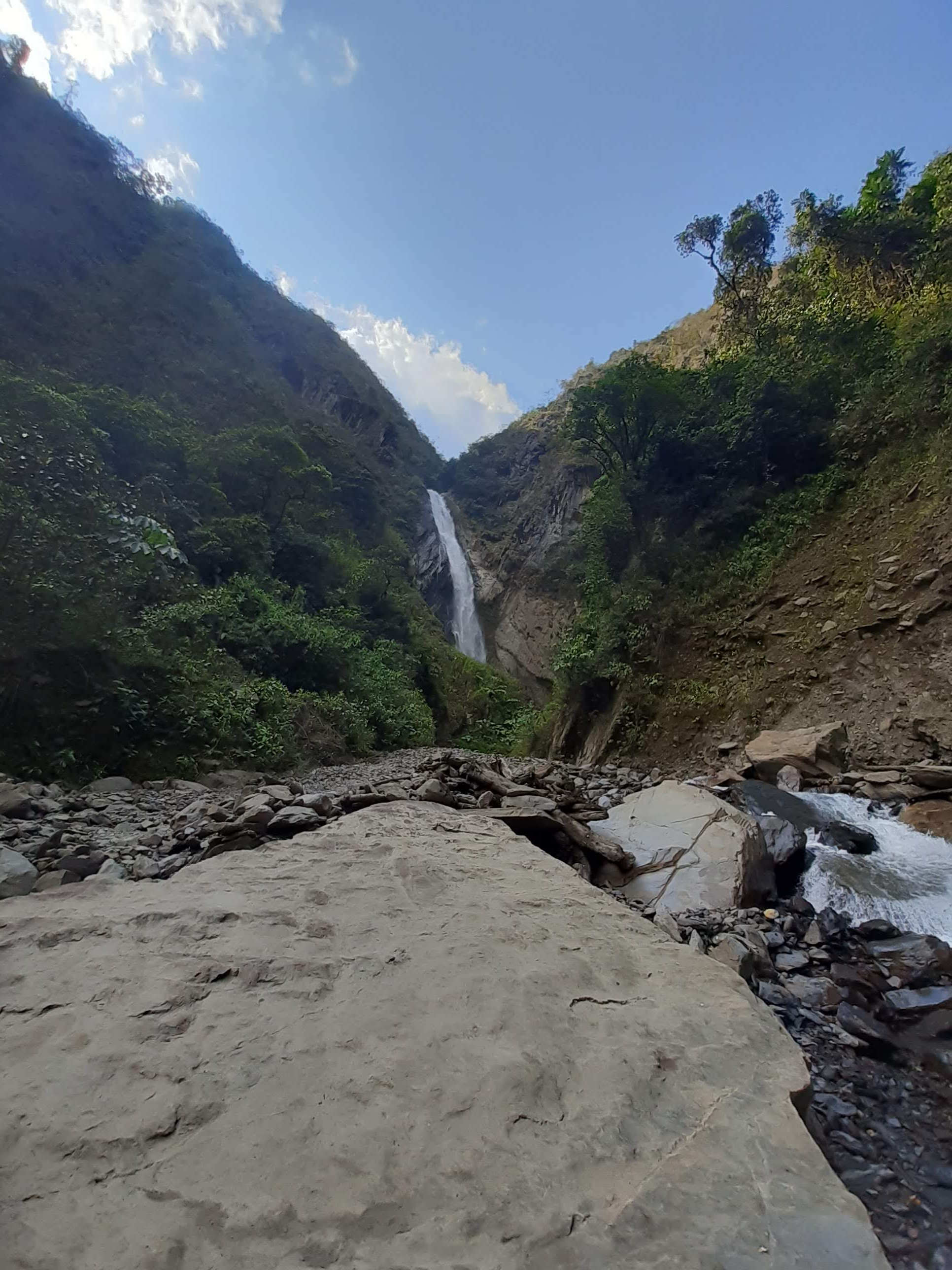
Río San Lorenzo
Río Cajatira
Río Pilcomayo
Río Macho (Machotacuma)
Río Santo Domingo (Huaynatacuma)
Río Pusupunco 
Río Umapacheta
Río Milluni
Río Chinchalamani
Río Huancarani
Río Paiconi
Río Tambopata
Río Chiwi (Chiveni)
Río Sagrario

## Demografía
La población es de 3358 habitantes según el censo de población y vivienda del año 2017

## Autoridades

### Municipales
2023-2026
Alcalde: Edilberto Córdova Málaga, de Poder Andino
Alcaldes anteriores
- Juan B. Olivares
- Casimirio Huaracha Callata
- César Gil Berrios
- Emilio Aguirre Arestegui
- Miguel Aquino Chambi
- Ricardo Chipana Yapo
- Urbano Vargas Abril
- Meliton Zapata Callata
- Prof. Geronimo Huaracha Yapo
- Lucio Ccama
- 1967-1969: Guillermo Bernal Guevara, Lista Independiente N.º 3 Lista Independiente de Trabajadores y Campesinos.
- 1981-1983: Catalino Erasmo Yucra Chura, Acción Popular.
- 1984-1986: Erasmo Yucra Chura, Acción Popular.
- 1987-1989: Marcos Huaracha Aquino, Frente Electoral Izquierda Unida.
- 1990-1992: Felipe Aquino Huaracha,  Frente Nacional de Trabajadores y Campesinos(FRENATRACA).
- 1993-1995: Juan Capistrán Zúñiga Cruz, Partido Aprista Peruano.
- 1996-1998: Cirilo Larico Pacori, L.I. Nro 31 Movimiento Obras Acción Popular.
- 1999-2002: Simón Hilario Yapo Machaca, Movimiento Independiente Vamos Vecino.
- 2003-2006: Heli Cordova Málaga, Acción Popular.
- 2007-2009: Percy Fermín Soncco Quispe, Frente Independiente Moralizador (FIM). (Revocado 2009)
- 2010: Ángela Larico Pacori, Partido Aprista Peruano (Electo 2010)
- 2011-2014: Simón Hilario Yapo Machaca, Frente Amplio para el Desarrollo del Pueblo (FADEP).
- 2015-2018: David Lima Mamani, de Proyecto de la Integración para la Cooperación.
  - Regidores:
    1. Pedro Leocadio Chura Paredes (Proyecto de la Integración para la Cooperación)
    2. César Larico Pinto (Proyecto de la Integración para la Cooperación)
    3. Porfiria Zea Sonco (Proyecto de la Integración para la Cooperación)
    4. Kelin Yor Álvarez Sonco (Proyecto de la Integración para la Cooperación)
    5. Gerardo Villena Acra (Partido Humanista Peruano)
- 2019-2022: Percy Fermín Soncco Quispe, de Moral y Desarrollo.

## División administrativa
En la jurisdicción del distrito de Limbani, se encuentra dividido comunidades, anexos, sectores como son: 
- Centro poblado de Huancasayani

- Sector Ccapac Orcco
- Sector Torrebamba
- Sector Sagrario
- Sector Pacopacuni
- Sector Ccalapampa - Pilcomayo
- Sector Paccayhuata
- Sector Versalles
- Sector Aquele
- Valle Punto Cuatro (Localizado en el parque nacional Bahuaja Sonene)

## Festividades
- Santísima Cruz del Señor de Ccapaso, 3 de mayo.

- Santa Rosa de Lima, 30 de agosto (Centro poblado de Huancasayani)
- Santísima Cruz de Pacopacuni, 20 de mayo (Pacopacuni)

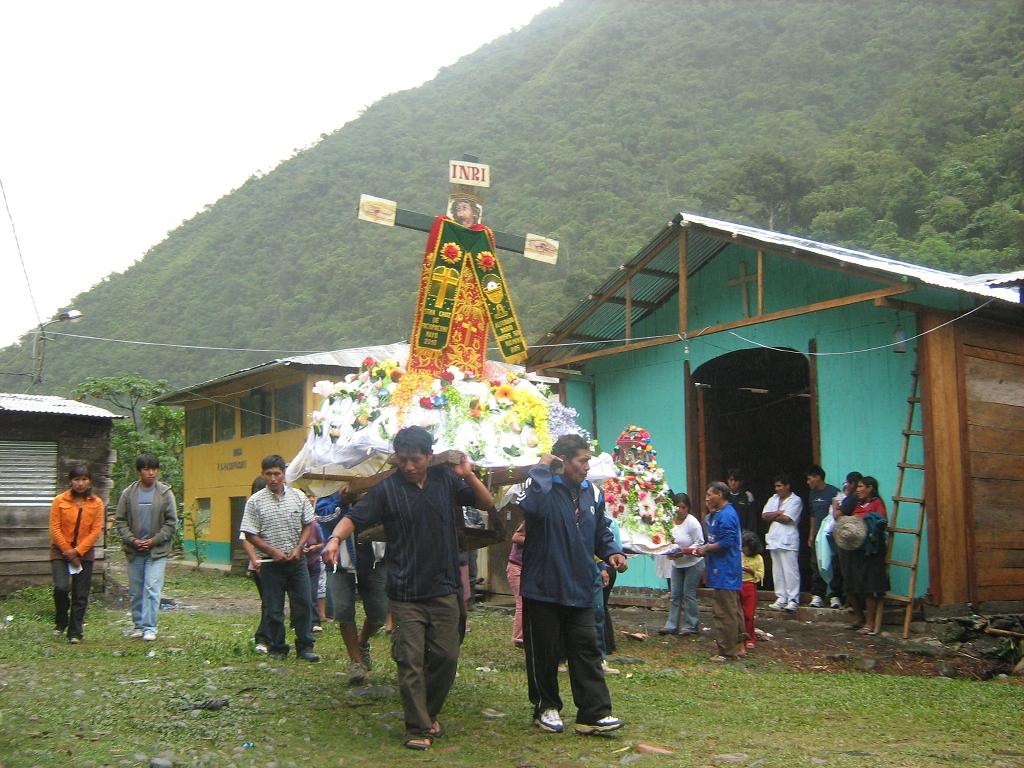
Santìsima Cruz de Pacopacuni